# 唐纳德·特朗普的纳税申报表
唐納·川普於2016年美國總統選舉期间拒绝公布自己的纳税申报信息，此舉打破了美國40年来总统候选人的惯例。围绕特朗普纳税申报表的争议一直持续到他的总统任期，特朗普和那些试图得到特朗普納稅申報表的人之间发生了许多政治和法律上的冲突。
2020年9月，纽约时报披露了此前二十多年的特朗普个人和企业纳税申报单中的数据。按照紐約時報的說法，这些數據显示特朗普在之前的15年中有10年没有缴纳所得税（主要是因为他在报告中自稱虧損远远多于收益）。
2016年总统竞选之前和期间，特朗普多次承诺會公布他的纳税申报单 ，但他却違背了这一承诺，因此他成为1976年以来第一位拒绝向公众公布纳税申报单的主要政党总统候选人和总统。2019年5月，美国众议院筹款委员会向美国国家税务局發出傳票，要求該機構提供特朗普過去6年的納稅申报表，但特朗普政府拒绝執行 另。此外美國众议院监督委员会還传唤了特朗普的会计师事务所，要求其提供特朗普的税务记录和其他记录。特朗普提起诉讼，要求阻止调查。哥伦比亚特区的联邦地区法院和上诉法院判定眾議院發出的传票有效 。
2019年8月底，纽约州大陪审团特朗普，要求其提供過去八年的个人和公司纳税申报单。特朗普拒绝服从，辩称现任总统享有 "对任何形式的刑事诉讼的绝对豁免权"。2019年10月，美国纽约南区联邦地区法院裁定特朗普败诉，并要求他遵守传票  ；2019年11月，美国联邦第二巡回上诉法院维持这一裁决。特朗普選擇向美国最高法院提出上诉。2020年，在川普訴萬斯案中，法院驳回了特朗普的指控，认为总统对州刑事传票並沒有绝对豁免权，并裁定傳票必須由下级法院进一步审查其有效性。在特朗普诉美国玛泽会计师事务所案的单裁决中，法院同樣裁定国会的传票應由下级法院进一步评估。特朗普向美国联邦第二巡回上诉法院提出上訴後，法院于2020年10月再次作出不利于特朗普的裁决。特朗普再次向最高法院提出上诉，最高法院于2021年2月驳回了上诉，要求特朗普向检察官和大陪审团公布税务记录。同月，玛泽会计师事务所向曼哈顿地区检察官提供了特朗普2011年至2019年中期的纳税申报单。
鑒於特朗普拒绝公布其纳税申报单，加利福尼亚州颁布立法，要求总统候选人必須公布纳税申报单。不過这项法律后来被加利福尼亚州最高法院认定为违反加州憲法。